# Le Temps des porte-plumes
Pour plus de détails, voir Fiche technique et Distribution.
Le Temps des porte-plumes est un film français de Daniel Duval, sorti en salles le 8 mars 2006.

## Synopsis
Retiré à la garde de ses parents, un garçon de 9 ans se retrouve dans une famille d’accueil. Sa mère adoptive a beaucoup de mal à établir le contact.

## Fiche technique
- Titre : Le Temps des porte-plumes
- Réalisation : Daniel Duval
- Scénario : Daniel Duval, Elie Meirovitz
- Photographie : Claude Garnier
- Montage : Sophie Reine
- Musique : Vladimir Cosma
- Décors : Denis Mercier
- Costumes : Camille Duflos
- Pays :  France
- Langue : français
- Durée : 94 minutes
- Date de sortie :

 France : 8 mars 2006

## Distribution
- Raphaël Katz : Pippo
- Jean-Paul Rouve : Gustave, le père d'accueil
- Anne Brochet : Cécile, la mère d'accueil
- Denis Podalydès : Falmin, l'instituteur
- Annie Girardot : Alphonsine, la « sorcière »
- Lorànt Deutsch : Pierre Dubrac, l'employé de ferme, ancien d'Indochine
- Mélanie Bernier : Marie-Jeanne
- Emylou Brunet : Bernadette, la copine de Pippo
- Philippe Khorsand : le curé
- Swann Arlaud : Étienne
- Léo-Paul Salmain : Juglaire, le rival de Pippo
- Martine Ferrière : la directrice du dépôt

## Autour du film
- Daniel Duval raconte ici ses souvenirs d'enfance.
- Initialement, ce sont Jacques Villeret et Miou-Miou qui devaient interpréter le couple d'agriculteurs famille d'accueil, avant la mort de J. Villeret.

Finalement, les personnages sont rajeunis et ce sont Jean-Paul Rouve et Anne Brochet qui tiennent ces rôles.
- Le film a bénéficié du soutien de la Commission du Film Auvergne qui offre une assistance aux projets de tournage en Auvergne.
- Pour l'anecdote, la scène du bal a été tournée à Soucieu-en-Jarrest, dans le Rhône près de Lyon, avec, comme figurants danseurs, des habitants du village et des alentours...